# Nobody's Supposed to Be Here
"Nobody's Supposed to Be Here" är en gospel-inspirerad, rekordbrytande, R&B-låt framförd av den kanadensiska sångerskan Deborah Cox, komponerad av Montell Jordan och Anthony "Shep" Crawford för Coxs andra studioalbum One Wish (1998). 
Låten handlar om en kvinna som har givit upp tron på kärleken men plötsligt åter befinner sig i den. "Nobody's supposed to be here" refererar till huvudpersonens hjärta. Arista Records ville först inte inkludera spåret på Coxs album med tanke på dess gospeldrivna karaktär som inte skulle passa med den övriga albumproduktionen. Efter att skivbolaget hört sångerskans demoversion valdes den dock med på skivan. Spåret kom att tjäna som albumets ledande singel och hade officiell premiär på amerikansk radio den 6 augusti 1998. Singeln släpptes den 22 september samma år. "Nobody Supposed to Be Here" blev en megahit som toppade USA:s R&B-lista Billboard Hot R&B/Hip-Hop Songs i rekordbrytande fjorton veckor. Sångerskan behöll rekordet i över åtta år. Låten klättrade även till en andra plats på USA:s Billboard Hot 100 och kvarhöll placeringen i över åtta veckor. Arista investerade senare i en remixversion, vilken förlängde singelns vistelse på musiklistorna. Balladen blir Deborah Coxs framgångsrikaste musiksingel till dato och har utvecklats till hennes signaturlåt.
I slutet av 1998 hade singeln certifieras med platinastatus av RIAA. Cox erhöll även en Soul Train Award-nominering för "Best R&B/Soul Single" samt en Soul Train Lady of Soul Award för "Best R&B/Soul Song". 

## Produktion och bakgrund
"Nobody's Supposed to Be Here" skrevs av Montell Jordan och Anthony "Shep" Crawford. "Amerika älskar bra historier." Förklarade Crawford i referens till låtens handling och fortsatte; "Vare sig det är en om brustna hjärtan eller att hitta kärleken, så älskar vi bra historier. Det var så våra föräldrar nattade oss när vi var barn, med hjälp av berättelser." Tillsammans spelade de upp en demoversion av låten för Deborah Cox och hennes skivbolag. Sångerskan förälskade sig i spåret från första början; "Jag tappade bokstavligen hakan! Jag visste i mitt hjärta att jag skulle spela in den låten." förklarade Deborah i en intervju med Ebony Magazine. Dessvärre delade inte Arista Records samma uppfattning om spåret. "De tyckte att den hade för mycket gospelmusik i sig och skulle därför inte passa med den övriga albumproduktionen." Avslöjade Cox. Trots oenigheterna gick sångerskan in i inspelningsstudion för att göra sin demoversion av låten. Efter att ha hört den slutgiltiga versionen ändrade Arista sin uppfattning; "Jag är stolt över att säga att alla ändrade sig när de hörde vad jag gjort med låten." berättade sångerskan i en intervju med Billboard.
Tack vare den stora framgång och publik som dansremixen av 1997:s "Things Just Ain't the Same" genererade, investerade Arista i en dansremix av sångerskans nya singel. Efter att spåret färdställs anlitade Aristas A&R-person, Hosh Gureli, den amerikanska remixproducenten Hex Hector för att omvandla den dramatiska balladen till en discohymn. Originalversionen skickades till R&B och pop-radiostationer den 7 augusti 1998, och remixversionen erbjöds senare till discostationer som WKTU New York.

## Musikvideo
Musikvideon för "Nobody's Supposed to Be Here" regisserades av Darren Grant och spelades in under sommaren 1998. Videon hade premiär både på BET och VH1. Handlingen utspelar sig i lantlig miljö i de södra delarna av USA och bygger på att huvudpersonen nyss blivit sviken i en relation samtidigt som hon blir förälskad i en ny man. I videons första scener syns sångerskan sitta i en säng och titta på polaroidbilder. Tittaren förstår med hjälp av låttexten att bilderna har med en äldre kärleksrelation att göra. Hon slänger ilsket ut dessa genom fönstret. Senare scener visar vardagslivet för den unga kvinnan medan hon vid ett flertal tillfällen stöter på sin nya förälskelse. 
Videon bemöttes med positiv kritik från media. Carol Vernallis lyfte särskilt fram en scen i videon; "Deborah Cox förflyttar sig endast från sitt sovrum till bakgården, ändå svarar kameraarbetet så mjukt och följsamt att när hon kommer utomhus tycks hon äga utrymmet."

## Kommersiell prestation
"Nobody's Supposed to Be Here" debuterade på en 14:e plats på USA:s R&B-lista Hot R&B/Hip-Hop Songs och en 35:e plats på Billboard Hot 100. Singeln klättrade snabbt uppför musiklistorna; den 7 november 1998, hade den klättrat till första platsen på R&B-listan och sålt över 152,000 kopior. Låten visade sig bli en långvarig hit som dominerade listan som etta i rekordbrytande 14 veckor. Singeln hade även fortsatt framgång på Hot 100-listan där den slutligen klättrade till en andra plats och höll kvar placeringen i åtta veckor. Balladen certifierades en tid senare platina av RIAA för mer än 1 miljon sålda kopior. Hectors remixversion klättrade till första platsen på USA:s danslista vilket gjorde låten till sångerskans andra förstaplats-hit på rad. Efter framgångarna i USA beslutade Arista Records att ge ut låten i Kanada, och Australien. Låten blev även en massiv hit i Coxs hemland och klättrade till en 8:e plats på Kanadas Canadian Hot 100. 
Sångerskans skivbolag planerade även för en Europeisk release men när singeln endast tog sig till en 55:e plats på Storbritanniens singellista beslutade man att det inte fans underlag för Coxs singel i Europa. Samtidigt tillkänna gav sångerskan att "hennes önskan gått i uppfyllelse", i referens till albumets titel. "Jag kan inte önska mig något mer. Det är med en fantastisk känsla jag avslutar året med en guldsäljande skiva och en platinasäljande singel!"
"Nobody's Supposed to Be Here":s rekord som längsta nummer-ett-hit på R&B-listan slogs år 2006 av Mary J. Bliges "Be Without You" som tillbringade 15 veckor som etta på listan.

## Format och innehållsförteckningar
| - Amerikansk CD/Maxi-singel 1. "Nobody's Supposed to Be Here" (Hex Hector's Club Mix) - 10:07 2. "Nobody's Supposed to Be Here" (Dance Radio Mix) - 4:13 3. "Nobody's Supposed to Be Here" (Hex's Dub) - 6:17 4. "Nobody's Supposed to Be Here" (Original Version) - 4:21 5. "Nobody's Supposed to Be Here" (Original Version Instrumental) - 4:21 - Europeisk CD-singel 1. "Nobody's Supposed to Be Here" - 4:10 2. "Nobody's Supposed to Be Here" (Dance Mix) - 4:13 | - Amerikansk CD-singel [Part I] 1. "Nobody's Supposed To Be Here" (Club 69 Radio Mix) - 3:49 2. "Nobody's Supposed To Be Here" (Album Version) - 4:21 3. "Sentimental" (Album Version) - 4:26 - Amerikansk CD-singel [Part II] 1. "Nobody's Supposed To Be Here" (Club 69 Radio Mix) - 3:49 2. "It's Over Now" (Hex Retro-Future Club Mix) - 7:27 3. "Nobody's Supposed To Be Here" (Hex Hector Dance Radio Mix) - 4:13 |

## Listor
| Lista (1998)                                | Topp position |
| ------------------------------------------- | ------------- |
| Kanadas Canadian Hot 100                    | 8             |
| Storbritanniens UK Singles Chart            | 55            |
| Amerikanska Billboard Hot 100               | 2             |
| Amerikanska Billboard Hot R&B/Hip-Hop Songs | 1             |
| Amerikanska Billboard Pop Songs             | 32            |
| Amerikanska Billboard Hot Dance Club Play   | 1             |

| Vid årets slut (1998)         | Position |
| ----------------------------- | -------- |
| Amerikanska Billboard Hot 100 | 99       |
| Vid årets slut (1999)         | Position |
| Amerikanska Billboard Hot 100 | 9        |

| Lista (1990-1999)             | Position |
| ----------------------------- | -------- |
| Amerikanska Billboard Hot 100 | 60       |

## Personal och musikmedverkande
- Sång: Deborah Cox
- Bakgrundssång: Gale Canada, Kim Cooper, Naomi Canada Fennell
- Keyboards: Mac Quayle
- A&R: Hosh Gureli
- Text: S. Crawford, M. Jordan
- Producent: Anthony "Shep" Crawford
- Remix: Hex Hector